# Metałurh-2 Zaporoże
Metałurh-2 Zaporoże (ukr. Професійний футбольний клуб «Металург-Запоріжжя-2», Profesijnyj Futbolnyj Kłub "Metałurh-Zaporiżżia-2") – ukraiński klub piłkarski z siedzibą w mieście Zaporoże. Jest drugim zespołem klubu Metałurh Zaporoże. Status profesjonalny otrzymał w roku 1998.
Zgodnie z regulaminem klub nie może awansować do ligi, w której już gra I zespół klubu, oraz nie może występować w rozgrywkach Pucharu Ukrainy.
Występuje w rozgrywkach ukraińskiej Druhiej-lihi.

## Historia
Chronologia nazw:
- 1998–2003: Metałurh-2 Zaporoże (ukr. «Металург-2» Запоріжжя)
- 2003–2004: Metałurh-Zaporoże-2 (ukr. «Металург-Запоріжжя-2»)
- 2004–...: Metałurh-2 Zaporoże (ukr. «Металург-2» Запоріжжя)

Klub Metałurh-2 Zaporoże zaczął występować w rozgrywkach Drugiej Lihi od sezonu 1998/99.

## Sukcesy
- 3 miejsce w Drugiej Lidze (2x):

2003/04, 2005/06

## Inne
- Metałurh Zaporoże